# Gouverneurswahl in Indiana 2024
Die Gouverneurswahl in Indiana 2024, bei der Gouverneur und Vizegouverneur für den US-Bundesstaat Indiana gewählt werden, fand gleichzeitig mit der Präsidentschaftswahl der Vereinigten Staaten am 5. November 2024 statt.

## Wahlrecht
Der Gouverneur und der Vizegouverneur von Indiana werden alle vier Jahre gewählt. Der Gouverneur ist gleichzeitig Staats- und Regierungschef des Bundesstaates. Der Gouverneur kann wiedergewählt werden; innerhalb von zwölf Jahren darf die summierte Amtsdauer eines einzelnen Gouverneurs jedoch maximal acht Jahre betragen.

## Vorwahlen
Bei den Vorwahlen der Republikaner und der Demokraten gab es jeweils mehrere Kandidaten, von denen sich letztlich Mike Braun auf republikanischer und Jennifer McCormick auf demokratischer Seite durchsetzten. Auf der Tagung der Libertären Partei Indianas wurde Donald Rainwater als Kandidat aufgestellt.

## Hauptwahl
Trotz der strukturellen Stärke der Republikaner in Indiana, die grundsätzlich auf einen Durchmarsch des republikanischen Kandidaten hindeutete, wurde die Wahl in den letzten Wochen vor dem Wahltag am 5. November als verhältnismäßig spannend angesehen. Grund dafür ist der Vizegouverneurskandidat auf republikanischer Seite, der erzkonservative Micah Beckwith, der mit kontroversen Aussagen im Wahlkampf und auch davor in seiner politischen Laufbahn auffiel. Das enger werdende Rennen veranlasste die bundesweite Vereinigung demokratischer Gouverneure, in den letzten Tagen vor der Wahl McCormick mit Millionenspenden zu unterstützen. Obwohl Vizegouverneurskandidaten normalerweise weniger im Mittelpunkt stehen, nutzten sowohl die Demokratin Jennifer McCormick als auch der Libertäre Donald Rainwater Beckwiths radikale Einstellungen dazu, in Wahldiskussionen unentschlossene Wähler davon zu überzeugen, diesmal demokratisch bzw. libertär zu wählen.

### Wahlkampfthemen
Die Kandidaten versuchten im Wahlkampf mit sehr unterschiedlichen Themen, die vermeintliche oder tatsächliche Stärken ihrer Parteien hervorheben sollten, zu punkten. Der Republikaner Mike Braun betonte seinen Hintergrund als Geschäftsmann und politischer „Außenseiter“ (obwohl er seit 2019 US-Senator seines Heimatbundesstaates war), der mit Missständen in Politik und Verwaltung aufräumen wolle. Für die Demokraten war das Thema Abtreibung von großer Bedeutung. Sie versuchten die Wähler davon zu überzeugen, dass die Republikaner in Indiana viel zu strenge Abtreibungsregeln durchsetzten, die der Mehrheit der Wählerschaft zu weit gingen. Jennifer McCormick meinte, die Gouverneurswahl sei in dieser Hinsicht eine „Volksabstimmung zur Abtreibung“. McCormick betonte außerdem in der letzten Fernsehdebatte vor der Wahl am 24. Oktober, dass die Demokraten für „Hausverstand“ und politische „Ausgeglichenheit“ sorgten, während die republikanische Gegenseite für „Extremismus“ und „Chaos“ stehe. Der Libertäre Donald Rainwater wollte im Falle seines Wahlsieges Steuern, vor allem Grund- und Vermögenssteuern, drastisch reduzieren oder überhaupt abschaffen.

### Umfragen
| Umfrageinstitut                  | Zeitraum                       | Größe      | Schwankungs- breite | Mike Braun (R) | Jennifer McCormick (D) | Donald Rainwater (L) | Unentschlossen |
| -------------------------------- | ------------------------------ | ---------- | ------------------- | -------------- | ---------------------- | -------------------- | -------------- |
| ActiVote                         | 3. September – 5. Oktober 2024 | 400 (LV)   | ± 4,9 %             | 54 %           | 46 %                   | –                    | –              |
| ARW Strategies A                 | 23.–25. September 2024         | 600 (LV)   | –                   | 44 %           | 37 %                   | 9 %                  | 10 %           |
| GBAO (D) B                       | 19.–22. September 2024         | 600 (LV)   | ± 4,0 %             | 44 %           | 41 %                   | 8 %                  | 7 %            |
| Emerson College C                | 12.–13. September 2024         | 1,000 (LV) | ± 3,0 %             | 45 %           | 34 %                   | 6 %                  | 13 %           |
| Lake Research Partners (D) D     | 26. August – 2. September 2024 | 600 (LV)   | ± 4,0 %             | 41 %           | 39 %                   | 9 %                  | 11 %           |
| Public Policy Polling (D) public | 15.–16. August 2023            | 663 (RV)   | ± 3,8 %             | 46 %           | 35 %                   | –                    | 19 %           |

Suzanne Crouch gegen Jennifer McCormick
| Umfrageinstitut             | Zeitraum            | Größe    | Schwankungs- breite | Suzanne Crouch (R) | Jennifer McCormick (D) | Unentschlossen |
| --------------------------- | ------------------- | -------- | ------------------- | ------------------ | ---------------------- | -------------- |
| Public Policy Polling (D) E | 15.–16. August 2022 | 663 (RV) | ± 3,81 %            | 39 %               | 35 %                   | 28 %           |

Curtis Hill gegen Jennifer McCormick
| Umfrageinstitut             | Zeitraum            | Größe    | Schwankungs- breite | Curtis Hill (R) | Jennifer McCormick (D) | Unentschlossen |
| --------------------------- | ------------------- | -------- | ------------------- | --------------- | ---------------------- | -------------- |
| Public Policy Polling (D) E | 15.–16. August 2022 | 663 (RV) | ± 3,81 %            | 36 %            | 36 %                   | 28 %           |